# پاشش حرارتی

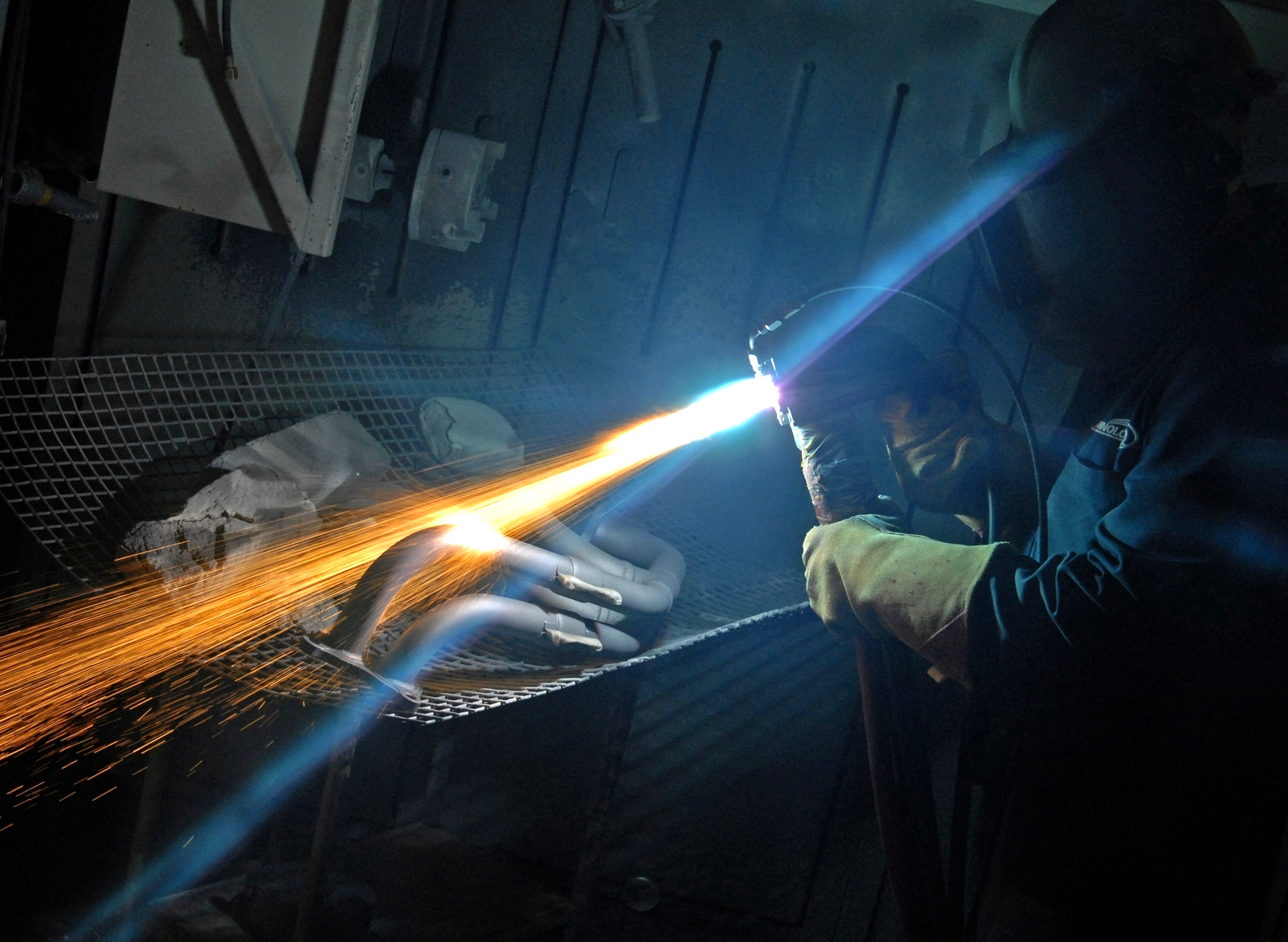

پاشش حرارتی* (به انگلیسی: thermal spraying) نام کلی برای مجموعه‌ای از روش‌هایی است که برای ایجاد پوشش در سطح قطعات، با استفاده از ترکیبی از انرژی حرارتی و انرژی جنبشی انجام می‌گیرد. تقسیم‌بندی‌های مختلفی برای فرایندهای پاشش حرارتی ارائه شده‌است.

## تاریخچه
این روش در سال ۱۹۱۰ در سوئیس ابداع شده‌است.

## مقدمه
مواد اولیه مورد استفاده در این فرایندها، به شکل پودر، سیم یا میله می‌باشد. منابع انرژی مواد اولیه را به صورت ذوب شده یا خمیری درآورده و در مرحله بعد، ذرات ماده پوششی توسط یک گاز خنثی (آرگون، هلیوم، ازت ویا مخلوطی از این گازها) سرعت داده شده و با شتاب، به سطح آماده شده قطعه، پرتاب می‌شوند. در اثر شتاب زیاد، در هنگام برخورد ذرات به سطح قطعه، بین ذرات و سطح، یک پیوند مکانیکی قوی به وجود می‌آید.
ذرات، در اثر برخورد به سطح قطعه، تغییر شکل داده ویک ساختار لایه‌ای تشکیل می‌دهند. لازم است ذکر شود که در جریان این عملیات، انجماد ذرات، با سرعت بسیار زیاد، در حدود k/s ۱۰۶ (برای فلزات)، صورت می‌گیرد.
استفاده از تکنولوژی ترمال اسپری دارای امتیازات متعددی نسبت به روش‌های دیگر پوشش دهی می‌باشد. یکی از مزایای اصلی فرایند ترمال اسپری، در مقایسه با روش‌های دیگر پوشش دهی سطح قطعات، امکان ایجاد طیف گسترده‌ای از پوشش‌های مواد مختلف روی بستر قطعه مورد نظر، می‌باشد. در حقیقت، تمام موادی را که بدون تجزیه شدن، قابل ذوب باشند، می‌توان برای ایجاد پوشش به روش ترمال اسپری، مورد استفاده قرار داد.
مزیت دیگر پوشش دهی به روش ترمال اسپری، آنست که در جریان عملیات ترمال اسپری، قطعه عملاً زیاد گرم نمی‌شود، لذا، اثرات مخرب گرمایی ناشی از گرم شدن قطعه، وجود ندارد. ایجاد تنش‌های حرارتی در قطعه، در جریان استفاده از روش‌های دیگر پوشش دهی، که در آن‌ها گرم کردن سطح قطعه انجام می‌گیرد، می‌تواند علاوه بر تنش‌های حرارتی اثرات ساختاری نامطلوبی را نیز به بار آورد. در استفاده از روش ترمال اسپری، عدم گرم شدن قطعه و در نتیجه، عدم بروز تنش‌های حرارتی، یک مزیت اصلی در استفاده از تکنولوژی ترمال اسپری می‌باشد. با این ویژگی اخیر، امکان ایجاد پوشش‌هایی با نقطه ذوب بالا، بر روی قطعه، به روش ترمال اسپری وجود دارد، بدون آنکه حرارت ورودی، باعث تغییردر خصوصیات ساختاری قطعه یا پیچیدگی و تاب برداشتن آن گردد. همچنین، امکان بازسازی پوشش‌های آسیب دیده، بدون تغییر در ساختار میکروسکپی یا در ابعاد قطعه، از مزایای دیگر روش ترمال اسپری می‌باشد.
یکی از محدودیت‌های این فرایند، آنست که نقاطی از سطح قابل پوشش دادن هستند که توسط نوک مشعل قابل دیدن باشند؛ ولی این محدودیت نیز با بهبود شکل و طراحی‌های جدید تجهیزات ترمال اسپری و نیز با بکارگیری سیستم‌های پیشرفته رباتیک، تا حد زیادی بر طرف شده‌است.

## انواع روش‌های پاشش حرارتی
1. روش اسپری شعله‌ای.
2. روش اسپری با تفنگ انفجاری.
3. روش پوشش‌دهی با قوس الکتریکی.
4. روش اسپری سوخت و اکسیژن با سرعت بالا.
5. روش پلاسما اسپری.[۲][۳]
6. روش اسپری گرم.
7. روش اسپری سرد.[۴]

## کاربرد
1. محافظت در برابر خوردگی.
2. محافظت در برابر رسوب.
3. تغییر رسانایی حرارتی و رسانایی الکتریکی.
4. تعمیر و اصلاح سطوح آسیب دیده.
5. محافظت در برابر اکسیداسیون.
6. محافظت در برابر حرارت بالا.
7. ایمپلنت‌های پزشکی.